# کنیزد (خواننده)
کنیزد (به انگلیسی: Knez) (زاده ۵ دسامبر ۱۹۶۷) خواننده مونته‌نگرویی است.
او در مسابقه آواز یوروویژن ۲۰۱۵ نماینده مونته‌نگرو بود.